# 姚原立
姚原立（14世紀—15世紀），江西廣信府貴溪縣八都人，明朝政治人物。

## 生平
姚原立是永樂三年（1405年）的舉人，次年（1406年）聯捷進士，獲授信宜知縣，為政廉明而寬厚，改建當地學校、重新修築城牆，教育士子振興文教，招撫瑤族人使其歸化，五年後因父母去世回鄉，人民思慕，入祀名宦祠。

## 引用
1. 1 2  光緒《信宜縣志·卷五》：姚原立，貴溪人，進士，永樂十二年任（信宜知縣），公廉律己、寬厚愛民，新學舍、築城垣，延多士以興文，招猺民而歸化，政績卓異彰彰可紀，任五年以憂去，民思慕之，祀名宦。
2. ↑  乾隆《貴溪縣志·卷八·選舉》：鄉舉……明……永樂三年乙酉科……姚原立 八都人，見進士……進士……明……永樂四年丙戌林環榜 姚原立 仕信宜知縣
3. ↑  光緒《高州府志·卷二十五·職官八》：姚原立，貴溪人，進士，永樂十二年令信宜，公廉律己、寬厚撫民，鼎新學舍、修築城垣，延多士以興文，招猺民而歸化，政績彰彰可紀，在任五年以憂去，民思慕之。 黃通志